# Holorusia luteistigmata
Holorusia luteistigmata är en tvåvingeart som först beskrevs av Alexander 1963. Holorusia luteistigmata ingår i släktet Holorusia och familjen storharkrankar.
Artens utbredningsområde är Myanmar. Inga underarter finns listade i Catalogue of Life.